# Matheus Menezes
Matheus Menezes Jácomo (Goiânia, 12 januari 1991) is een Braziliaans voetballer die als verdediger dienstdoet. Ook zijn broer Felipe Menezes Jácomo is voetballer. Hij heeft tevens een Italiaans paspoort.

## Carrière
Matheus speelde met Goiás EC in 2010 één wedstrijd in de Braziliaanse Série A. Hierna speelde hij voor Botafogo FR, wat hem aan verschillende clubs verhuurde. In 2017 tekende hij voor FC Dordrecht. Omdat hij weinig speeltijd kreeg en samen met zijn vrouw terug naar Brazilië wilde vertrok hij al na een halfjaar. Hij sloot later in het seizoen aan bij het Portugese SR Almancilense.

### Statistieken
| Seizoen                        | Club              | Land           | Competitie     | Competitie | Competitie | Beker | Beker | Overig | Overig | Totaal | Totaal |
| Seizoen                        | Club              | Land           | Competitie     | Wed.       | Dlp.       | Wed.  | Dlp.  | Wed.   | Dlp.   | Wed.   | Dlp.   |
| ------------------------------ | ----------------- | -------------- | -------------- | ---------- | ---------- | ----- | ----- | ------ | ------ | ------ | ------ |
| 2010                           | Goiás EC          | Brazilië       | Série A        | 1          | 0          | 0     | 0     | 0      | 0      | 1      | 0      |
| 2011                           | Goiás EC          | Brazilië       | Série B        | 0          | 0          | 0     | 0     | 0      | 0      | 0      | 0      |
| 2012                           | Botafogo FR       | Brazilië       | Série A        | 0          | 0          | 0     | 0     | 0      | 0      | 0      | 0      |
| 2013                           | Botafogo FR       | Brazilië       | Série A        | 0          | 0          | 0     | 0     | 0      | 0      | 0      | 0      |
| 2013                           | → ADRC Icasa      | Brazilië       | Série B        | 0          | 0          | 0     | 0     | 0      | 0      | 0      | 0      |
| 2014                           | Botafogo FR       | Brazilië       | Série A        | 4          | 0          | 1     | 0     | 1      | 0      | 6      | 0      |
| 2015                           | → Tombense FC     | Brazilië       | Série C        | 0          | 0          | 0     | 0     | 0      | 0      | 0      | 0      |
| 2015                           | → Aparecidense    | Brazilië       | Série D        | 3          | 0          | 0     | 0     | 0      | 0      | 3      | 0      |
| 2016                           | → America FC      | Brazilië       | Carioca        | –          | –          | 0     | 0     | 6      | 0      | 6      | 0      |
| 2016                           | → Campo Grande AC | Brazilië       | –              | –          | –          | –     | –     | –      | –      | –      | –      |
| 2017                           | Batatais FC       | Brazilië       | Paulista A2    | –          | –          | –     | –     | 4      | 0      | 4      | 0      |
| 2017/18                        | FC Dordrecht      | Nederland      | Eerste divisie | 2          | 0          | 0     | 0     | 0      | 0      | 2      | 0      |
| 2017/18                        | SR Almancilense   | Portugal       | CDP            | 4          | 0          | 0     | 0     | 0      | 0      | 4      | 0      |
| Carrièretotaal                 | Carrièretotaal    | Carrièretotaal | Carrièretotaal | 14         | 0          | 1     | 0     | 11     | 0      | 26     | 0      |
| Bijgewerkt op 18 februari 2019 |                   |                |                |            |            |       |       |        |        |        |        |